# Langue des signes islandaise
La langue des signes islandaise (en islandais : Íslenskt táknmál) est une langue des signes utilisée par les sourds et leurs proches en Islande. Elle est reconnue depuis le 27 mai 2011 par le parlement islandais.

## Statut de langue
Elle est reconnue depuis 27 mai 2011 par le parlement islandais et reconnue par la loi no 61 du 7 juin 2011 avec la langue parlée islandaise.

## Personnalité
- Sigurlín Margrét Sigurðardóttir